# 三重県高等学校一覧
| 総数 | 75校・2分校      |
| 国立 | 0校              |
| 公立 | 56校・1分校      |
| 私立 | 19校・1分校      |
| 教育委員会所在地 | 〒514-8570       |
| 三重県津市広明町13 |                  |
| 公式サイト | 三重県教育委員会 |
| 上記校数には以下を含まない。 高等専門学校（国立2校・私立1校） 中等教育学校（私立1校） 特別支援学校（公立14校/4分校・国立1校・私立1校/1分校） |                  |

三重県高等学校一覧（みえけんこうとうがっこういちらん）は、三重県の高等学校の一覧。

## 公立高等学校
- 普通科（スポーツ科学コースを除く）、理数科（松阪高を除く）は北部、中部、南部の3学区制。保護者の居住地がある学区のほか、隣接する学区が受検できる。なお、再募集では学区に関係なく受検できる。
- 専門学科、総合学科、普通科スポーツ科学コース、松阪高理数科は全県学区。
- 当該都道府県に志願する学科を設置する学校のない者は、三重県内に保護者がいなくても、三重県の公立学校を志願できる。（現在のところ、県教委は三重県立水産高校での運用を認めているのみ。）

### 北部学区
桑名市、桑名郡、いなべ市、員弁郡、四日市市、三重郡
桑名市
- 三重県立桑名北高等学校
- 三重県立桑名高等学校（定時制併置）
- 三重県立桑名西高等学校
- 三重県立桑名工業高等学校

いなべ市
- 三重県立いなべ総合学園高等学校

四日市市
- 三重県立朝明高等学校
- 三重県立四日市高等学校
- 三重県立四日市南高等学校
- 三重県立四日市西高等学校
- 三重県立四日市四郷高等学校
- 三重県立四日市農芸高等学校
- 三重県立四日市工業高等学校（定時制併置）
- 三重県立四日市中央工業高等学校
- 三重県立四日市商業高等学校
- 三重県立北星高等学校（定時制・通信制のみ）

三重郡川越町
- 三重県立川越高等学校

三重郡菰野町
- 三重県立菰野高等学校

### 中部学区
鈴鹿市、亀山市、津市、伊賀市、名張市
鈴鹿市
- 三重県立石薬師高等学校
- 三重県立神戸高等学校
- 三重県立飯野高等学校（定時制併置）
- 三重県立白子高等学校
- 三重県立稲生高等学校

亀山市
- 三重県立亀山高等学校

津市
- 三重県立津高等学校
- 三重県立津西高等学校
- 三重県立津東高等学校
- 三重県立津工業高等学校
- 三重県立津商業高等学校
- 三重県立久居高等学校
- 三重県立久居農林高等学校
- 三重県立白山高等学校
- 三重県立みえ夢学園高等学校（定時制のみ）

伊賀市
- 三重県立上野高等学校（定時制併置）
- 三重県立伊賀白鳳高等学校
- 三重県立あけぼの学園高等学校

名張市
- 三重県立名張高等学校（定時制併置）
- 三重県立名張青峰高等学校

### 南部学区
松阪市、多気郡、伊勢市、度会郡、鳥羽市、志摩市、尾鷲市、北牟婁郡、熊野市、南牟婁郡
松阪市
- 三重県立松阪高等学校（通信制併置）
- 三重県立松阪工業高等学校（定時制併置）
- 三重県立松阪商業高等学校
- 三重県立飯南高等学校

多気郡多気町
- 三重県立相可高等学校

多気郡大台町
- 三重県立昴学園高等学校

伊勢市
- 三重県立宇治山田高等学校
- 三重県立伊勢高等学校
- 三重県立伊勢工業高等学校
- 三重県立宇治山田商業高等学校
- 三重県立明野高等学校
- 三重県立伊勢まなび高等学校（定時制のみ）

度会郡南伊勢町
- 三重県立南伊勢高等学校 南勢校舎

度会郡度会町
- 三重県立南伊勢高等学校 度会校舎

鳥羽市
- 三重県立鳥羽高等学校

志摩市
- 三重県立志摩高等学校
- 三重県立水産高等学校

尾鷲市
- 三重県立尾鷲高等学校（定時制併置）

熊野市
- 三重県立熊野青藍高等学校木本校舎（定時制併置）

南牟婁郡御浜町
- 三重県立熊野青藍高等学校紀南校舎

## 公立中等教育学校
なし

## 私立高等学校
伊賀市
- 愛農学園農業高等学校
- 桜丘高等学校
- 神村学園高等部伊賀（通信制のみ）

桑名市
- 津田学園高等学校

四日市市
- 暁高等学校
- 四日市メリノール学院高等学校（通信制併置）
- 海星高等学校
- 大橋学園高等学校（通信制のみ）

鈴鹿市
- 鈴鹿高等学校

亀山市
- 徳風高等学校（通信制のみ）

津市
- 高田高等学校
- セントヨゼフ女子学園高等学校
- 青山高等学校
- 一志学園高等学校（通信制のみ）

松阪市
- 三重高等学校

伊勢市
- 皇學館高等学校
- 伊勢学園高等学校
- 英心高等学校（通信制のみ）
  - 英心高等学校桔梗が丘校（名張市、通信制のみ）

志摩市
- 代々木高等学校（通信制のみ）

## 私立中等教育学校
鈴鹿市
- 鈴鹿中等教育学校

## 高等専門学校
国立
- 鈴鹿工業高等専門学校 - 鈴鹿市
- 鳥羽商船高等専門学校 - 鳥羽市

私立
- 近畿大学工業高等専門学校 - 名張市